# アヤカ・ウィルソン
アヤカ・ウィルソン（Ayaka Wilson、1997年8月3日 - ）は、カナダオンタリオ州トロント出身の女性ファッションモデル、女優、タレント。

## 来歴
父親がカナダ人で母親が日本人。弟が一人いる。日本語と英語を話すバイリンガル。
3歳よりモデルとして活動。2008年、映画『パコと魔法の絵本』でヒロインを演じ、女優デビュー。木村カエラが歌う同作の主題歌「memories」のPVにも出演している。当時の所属事務所はSugar&Spice。
2009年に『パコと魔法の絵本』のパコ役で、第32回日本アカデミー賞新人俳優賞（当時の歴代最年少受賞）と第13回日本インターネット映画大賞日本映画部門新人賞を受賞。
2020年に父親の母国である故郷のカナダ・トロントに移り、2022年8月23日に設立された一般社団法人Japan CastingでSNS理事を務めている。

## 出演
役名の太字は主演作品。

### 映画
- パコと魔法の絵本（2008年9月13日、東宝） - パコ 役
- 映画ドラえもん 新・のび太の宇宙開拓史（2009年3月7日、東宝） - クレム 役（声の出演）[4]
- 矢島美容室 THE MOVIE〜夢をつかまネバダ〜（2010年4月29日、松竹） - メアリー 役
- 昆虫物語 みつばちハッチ〜勇気のメロディ〜（2010年7月31日、松竹） - アミィ 役（声の出演）
- 響 -HIBIKI-（2018年9月14日、東宝）- 祖父江凛夏 役[5]
- 午前0時、キスしに来てよ（2019年12月6日、松竹） - 劇中CM出演
- STORY GAME（2020年、アメリカ映画） - Kaho An（） 役[注 2]

### DVD作品
- サンタ・バディーズ 小さな5匹の大冒険（2009年11月18日、ウォルトディズニースタジオホームエンターテイメント） - タイニー 役（吹き替え）
- こどもちゃれんじ ぷち English - Emmaお姉さん 役

### テレビドラマ
- セレブと貧乏太郎 第6話（2008年11月18日、フジテレビ） - クララ 役
- あったまるユートピア（2018年1月24日、NHK BSプレミアム[注 3]） - ララ 役[11]
- 節約ロック（2019年1月21日 - 3月25日、日本テレビ） - 椎名リン 役[12]
- WOWOWオリジナルドラマ「ぴぷる〜AIと結婚生活はじめました〜」（2020年5月19日 - 6月30日、WOWOWプライム） - ぴぷる 役[13]

### 配信ドラマ
- あなたに聴かせたい歌があるんだ 第7話（2022年5月20日、Hulu） - KEIKO 役[14]

### テレビ番組
- 川島隆太教授のテレビいきいき脳体操（2016年4月4日 - 、仙台放送） - フィットネスインストラクターとして出演
- えいごであそぼ with Orton - ジェイソン博士の助手アヤカ 役
- THE突破ファイル「出動！アメリカンポリス」（2020年10月1日、日本テレビ） - 警察官アヤカ 役[15][注 4]
- Run for money 逃走中「美女とハンターと野獣」(2022年1月1日、フジテレビジョン)- 美女役

### 舞台
- 別冊「根本宗子」 第8号「Whose playing that “ballerina”？ そのバレリーナの公演はあの子のものじゃないのです。（English ver.）」（2020年1月22日 - 26日、KAAT神奈川芸術劇場 大スタジオ） - 主演[18]

### TVCM
- 日本郵政公社
- UR都市機構
- コナミ「Wii用ソフト ポップンミュージック」
- 花王エッセンシャル「かわつく団」
- ACジャパン・NHK共同キャンペーン「命のかげ」
- JR博多シティ - アミュプラザ博多 ※2011年3月3日のグランドオープンのセレモニーにも参加
- グリコ乳業「カフェオーレ（街角篇）」 - 実写版ミス・カフェオーレ 役
- 日本マクドナルド ホットアップルカスタードパイ「やっぱり定番！？いいかも新作？！」篇

### webCM
- カネボウ「コフレドール」イメージモデル

### 広告
- そごう西武横浜店「Let's Play Beauty!」
- 花王「エッセンシャル」
- 京都丸紅 JR東日本「Suicaポイントクラブ」
- 渋谷ヒカリエ クリスマスキャンペーン
- スタジオアリス「振袖アリス」
- 万兵「成人式振袖」
- ジョイフル恵利
- ドウシシャ「US POLO ASSN」
- ドウシジャ「Ajuste」（2018年） - イメージモデル[19]
- 三越伊勢丹「Global Green Campaign」
- 「Shingo Matsushita」

### PV
- 木村カエラ「memories」
- MiChi「Together again」
- ディーン・フジオカ「Maybe Tomorrow」

### その他
- JALスペシャル機内放送ナレーション

## ディスコグラフィ

### シングル
- ひよこぐも（2009年8月26日、NHK総合テレビ・みんなのうた放送作品）